# Хёрст, Джексон
Дже́ксон Хёрст (англ. Jackson Hurst, род. 17 февраля 1979) — американский актёр, известный благодаря своей роли Грейсона Кента в сериале Lifetime «До смерти красива», где он снимался с 2009 по 2014 год.
Хёрст родился и вырос в Хьюстоне, штат Техас, и в 1999 году окончил со степенью бакалавра в области международной экономики Бэйлорский университет, после чего пять лет работал по образованию, прежде чем начал актёрскую карьеру. Он с тех пор появился в нескольких фильмах в незначительных ролях, а также был гостем в сериалах «Ищейка», «Морская полиция: Спецотдел», «Помнить всё» и «Скандал», в дополнение к роли в «До смерти красива».

## Фильмография

### Фильмы
| Год  | Название на русском                   | Название на английском     | Роль       | Примечания                          |
| ---- | ------------------------------------- | -------------------------- | ---------- | ----------------------------------- |
| 2006 | Среда                                 | Wednesday                  | Люк        | Direct-to-video                     |
| 2006 | Зона удара                            | Striking Range             | Стэн       | Direct-to-video                     |
| 2007 | Широко шагая 2: Расплата              | Walking Tall: The Payback  | Хэнк       | Direct-to-video, не указан в титрах |
| 2007 | Широко шагая 3: Правосудие в одиночку | Walking Tall: Lone Justice | Хэнк       | Direct-to-video                     |
| 2007 | Чистильщик                            | Cleaner                    | Парамедик  |                                     |
| 2007 | Есть мечты — будут и путешествия      | Have Dreams, Will Travel   | Джек       |                                     |
| 2007 | Мгла                                  | The Mist                   | Джо Иглтон |                                     |
| 2009 | Камень желаний                        | Shorts                     | Работник   |                                     |
| 2011 | Древо жизни                           | The Tree of Life           | Дядя Рэй   |                                     |
| 2011 | Он, она и попугай                     | A Bird of the Air          | Лиман      |                                     |
| 2012 | Скрытая Луна                          | Hidden Moon                | Брюс       |                                     |

### Телевидение
| Год       | Название на русском        | Название на английском | Роль               | Примечания                                |
| --------- | -------------------------- | ---------------------- | ------------------ | ----------------------------------------- |
| 2006      | Инспектор мама             | Inspector Mom          | Эндрю              | Эпизод: «Casualty Friday»                 |
| 2008      | Живое доказательство       | Living Proof           | Джош               | Телефильм канала Lifetime                 |
| 2009      | Ищейка                     | The Closer             | Сержант Райан Данн | Эпизод: «Dead Man’s Hand»                 |
| 2010      | Морская полиция: Спецотдел | NCIS                   | Зак Нельсон        | Эпизод: «Dead Air»                        |
| 2011      | Главный подозреваемый      | Prime Suspect          | Дэвид Холлистер    | Эпизод: «Bitch»                           |
| 2012      | Помнить всё                | Unforgettable          | Стив Сиффи-младший | 3 эпизода                                 |
| 2012      | Скандал                    | Scandal                | Джейкоб Шоу        | Эпизод: «White Hats Off»                  |
| 2009-2014 | До смерти красива          | Drop Dead Diva         | Грейсон Кент       | Регулярная роль, 78 эпизодов              |
| 2014      | Касл                       | Castle                 | Harlan Mathis      | 7 сезон, эпизод «12 Private Eye Caramba!» |
| 2015      | Анатомия страсти           | Greys Anatomy          | пациент            | 11 сезон, эпизод: «Crazy Love»            |
| 2018      | Острые предметы            | Sharp Objects          | Кирк Лэйси         | Второстепенная роль                       |
| 2023      | Правдивая ложь             | True Lies              | Гарольд            |                                           |